# Jean Succar Kuri
Jean Thouma Hannah Succar Kuri, född 19 september 1944 i Bsharri, Libanon, död 14 juni 2024 i Cancún, var en mexikansk affärsman som fälldes för barnpornografibrott och sexualbrott mot barn, med inslag av pederasti, i Cancún, Quintana Roo. 31 augusti 2011 dömdes han till 112 år i fängelse.
Den 19 augusti 1975 anlände Succar till den mexikanska staten Guanajuato med släktingar. Han flyttade senare till Cancún som då hade en turistindustri i stark tillväxt. Han gifte sig, skiljde sig, och gifte om sig på nytt med en 18-årig kvinna som blev mor till hans fem barn. Hans affärsverksamhet växte successivt från ett läskstånd till fyra lyxvillor, 70 hotellrum och ett hotell. Hans förmögenhet uppskattades till 30 miljoner dollar.
Efter att Lydia Cacho 2005 publicerade boken Los Demonios del Edén ("Edens demoner") förknippades han med den Puebla-baserade libanesiske affärsmannen Kamel Nacif Borge och dennes krets av personer som ägnade sig åt sexuellt utnyttjande av barn. 2004 häktades han i Chandler, Arizona och utlämndes 2006 till Mexiko efter att ha efterlysts via Interpol. Han anklagades för barnpornografi, sexuellt utnyttjande av barn och våldtäkt mot barn, och dömdes slutligen till 112 års fängelse för barnpornografi och förledelse av underåriga. Enligt mexikansk lag skulle han behöva avtjäna minst 60 år av fängelsestraffet innan han kunde friges.
Jean Succar Kuri avled på grund av hjärtfel 14 juni 2024.